# Dimapur
Dimapur là một thị xã và là nơi đặt Ủy ban khu vực thị xã (town area committee) của quận Dimapur thuộc bang Nagaland, Ấn Độ.

## Nhân khẩu
Theo điều tra dân số năm 2001 của Ấn Độ, Dimapur có dân số 107.382 người. Phái nam chiếm 57% tổng số dân và phái nữ chiếm 43%. Dimapur có tỷ lệ 71% biết đọc biết viết, cao hơn tỷ lệ trung bình toàn quốc là 59,5%: tỷ lệ cho phái nam là 76%, và tỷ lệ cho phái nữ là 66%. Tại Dimapur, 13% dân số nhỏ hơn 6 tuổi.